# 托別奇齊克湖
托別奇齊克湖（烏克蘭語：Тобечицьке озеро），是烏克蘭的湖泊，位於該國克里米亞半島，長9公里、寬4.5公里，面積18.7平方公里，集水區面積189平方公里，平均水深1米，最大水深1.2米。
45°10′18″N 36°22′42″E / 45.17167°N 36.37833°E